# Як живеш?
Як живеш? (англ. How've You Bean?) — американська короткометражна кінокомедія Альфреда Дж. Гулдинга 1933 року з Роско Арбаклом в головній ролі.

## Сюжет
Бакалійники Абнер та Віллі відвідали весілля і випадково дають гостям мексиканські стрибаючі боби.

## У ролях
- Роско «Товстун» Арбакл — Ебнер
- Мілдред Ван Дорн — наречена
- Фріц Г'юберт — Біллі
- Дора Міллс Адамс — мати Грума
- Пол Клер
- Едмунд Елтон — мер
- Чарльз Говард
- Джин Г'юберт
- Герберт Воррен